# Старые мастера

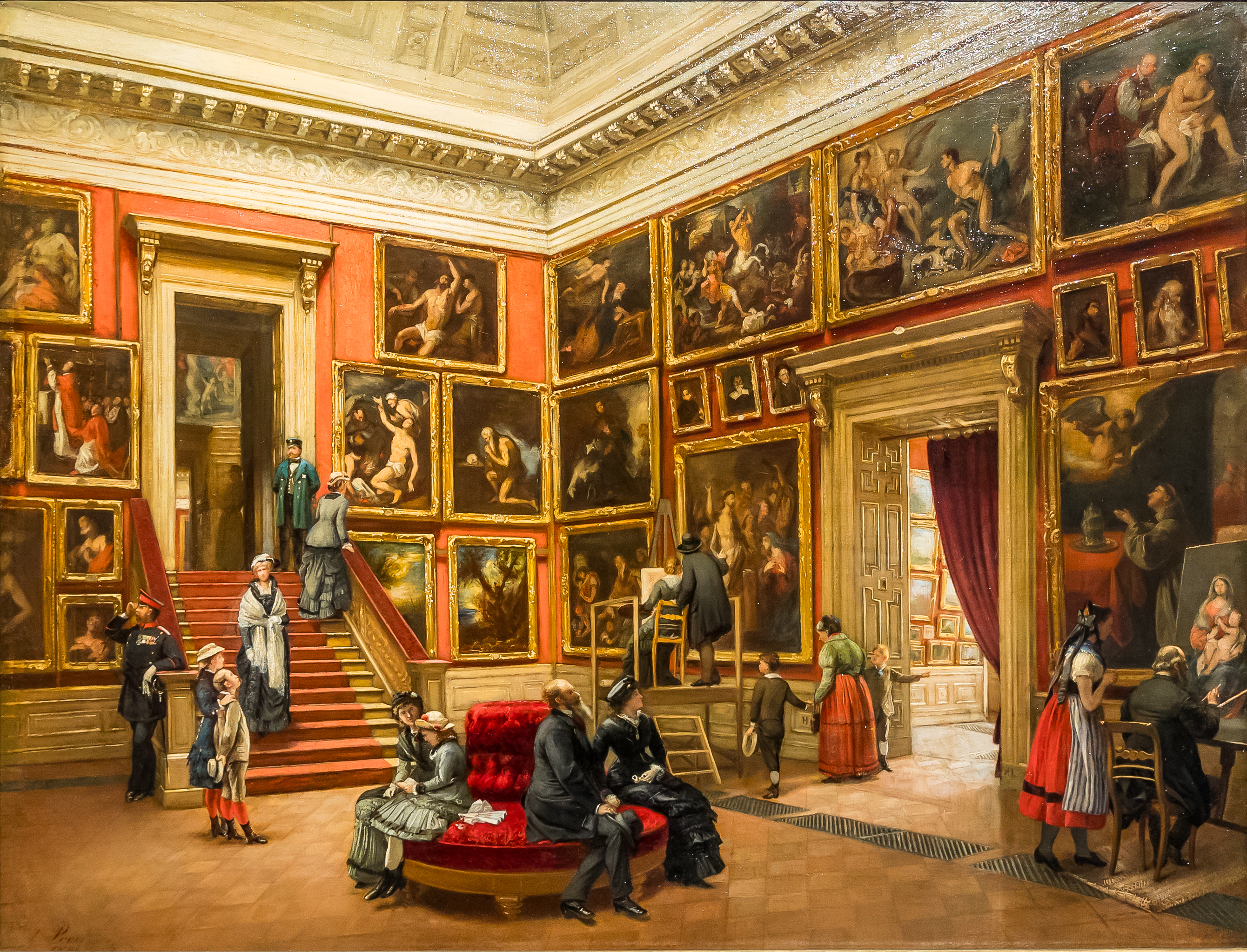
К. Л. Прейссер. В Дрезденской галерее. 1881. Холст, масло. Галерея новых мастеров, Дрезден

Старые мастера (нем. Alte Meister, англ. Old masters) — принятое в искусствоведческой традиции собирательное обозначение творчества выдающихся художников стран Западной Европы, работавших от эпохи Возрождения до второй половины XIX столетия, времени кардинальных изменений в отношении к художественному творчеству, формирования новых жанров и методов работы, ознаменованных появлением французского импрессионизма. Близко понятиям «классика», «классическое искусство», но шире, чем классицизм, поскольку подразумеваются многие художественные направления, стили, течения и школы. Данное определение весьма условно, в нём намечены лишь хронологические ориентиры, отсутствуют сущностные характеристики, а границы в различных источниках называются разные.
В историографии название «Старые мастера» закрепилось благодаря одной из лучших книг по истории искусства, написанной французским живописцем, писателем и художественным критиком Эженом Фромантеном, которая так и называется: «Старые мастера», в более точном переводе: «Мастера былых времён» (фр.  Les Maîtres d'autrefois).
Впервые текст Фромантена был опубликован в 1876 году, в парижском журнале «Обзор двух миров» (Revue dеs Deux-Mondes). Эта работа «до сих пор остается одной из лучших книг об искусстве, когда-либо написанных» (определение И. М. Глозмана). «Старые мастера» были не только плодом путевых заметок, написанных Фромантеном по впечатлениям от поездок в 1875 году по городам Нидерландов, посещения музеев и храмов в Генте, Брюсселе, Антверпене, Амстердаме, Гааге, Хаарлеме, Мехелне, но и результатом его многолетних размышлений о путях развития классического и современного ему искусства. В год первой публикации «Старых мастеров» Фромантену было пятьдесят пять лет, он был хорошо известен во Франции как художник и писатель, но лишь «Старые мастера», вышедшие в год смерти их автора, принесли Фромантену не меркнущую с годами всемирную славу. Книга сразу же получила признание. В том же 1876 году она вышла двумя отдельными изданиями и с тех пор переиздавалась бесчисленное количество раз на многих языках, обрастая иллюстрациями, вводными и заключительными статьями и комментариями. В 1913 году вышел первый русский перевод, выполненный Г. Кепиновым. Затем последовали издания 1914, 1966, 1996 годов.
В личности Фромантена, «запоздалого романтика», как его называли, «соединились мироощущение живописца, изящный галльский ум, наблюдательность и мастерское владение словом — редчайшее сочетание. Фромантен многое открыл своим современникам и потомкам в живописи старых мастеров — художников Северного Возрождения, Рембрандта и малых голландцев, Рубенса. Его книгой зачитывались художники Нового времени Э. Мане, В. Ван Гог, О. Ренуар. Э. Дега. Новизна книги заключалась в том, что Фромантен подходил к произведениям классического искусства не как к историческому памятнику, а рассматривал их глазами художника и пристрастного, субъективного критика, в какой-то мере соперника по цеху. В результате получился актуальный мысленный диалог».
На фоне упадка современной французской живописи и утраты многих секретов мастерства, как считал Фромантен, важно увидеть по-новому великие произведения старых мастеров. Особенно ненавистны Фромантену пустая описательность и поверхностные оценки современных ему искусствоведов, безразличных к закономерностям формообразования и средствам художественного языка.
По оценке Ж. Базена, автор «Старых мастеров» переводит «в слова линии и цвета», его описания «достойны восхищения; вряд ли их удастся кому-нибудь превзойти, ведь тут нужен глаз художника, который столь внимательно вглядывается в полотно, как если бы у него в руке была кисть… Каждый изучающий историю искусства, особенно если он занимается проблемами живописи, просто обязан прочитать „Мастеров прошлого“, дабы научиться видеть живописное полотно». Далее Базен использует слова самого Фромантена по поводу одной из картин Рембрандта: «Здесь присутствует такая точность интонации, такая правдивость слова, такая великолепная строгость формы, что нельзя ничего ни убавить, ни прибавить».
После выхода в свет книги Фромантена определения «классическое искусство» и «старые мастера» стали почти синонимами. Под живописью старых мастеров стали понимать произведения художников XV—XIX веков, которые отличаются целостностью художественной формы, ясностью мировоззрения и мироощущения, серьёзным, цеховым отношением к ремесленной стороне своего труда. Старые мастера живописи и рисунка много времени отводили изучению натуры, наблюдению, подготовительным эскизам и этюдам композиции. Писали преимущественно лессировками. Э. Фромантен, отмечая литературность и натуралистичность современной ему живописи, а также стремление модных художников поразить зрителя эффектностью сюжета при безразличии к художественным средствам, противопоставлял этому работу любимых им малых голландцев, гармоническую цельность их картин, умение подчинить своё ощущение природе, не утрачивая при этом ни мысли, ни индивидуальности. Целостность искусства старых мастеров утрачивалась с 1830-х ггодв, в период кризиса классицизма. С возникновением импрессионизма в 1870-х годах живопись стала превращаться в подобие лабораторных экспериментов над цветом и формой.

## Галереи старых мастеров
- Галерея старых мастеров (Дрезден)
- Галерея старых мастеров (Кассель)
- Галерея старых мастеров (Будапешт)